# فرودگاه تیومان
فرودگاه تیومان (به انگلیسی: Tioman Airport) (به زبان بومی: Lapangan Terbang Tioman) یک فرودگاه همگانی با کد یاتا TOD است . این فرودگاه در کشور مالزی قرار دارد و در ارتفاع ۳٫۹ متری از سطح دریا واقع شده است.